# Mount Liavaag
Mount Liavaag ist ein 1820 m hoher Berg im westantarktischen Ellsworthland. Er ragt zwischen dem Mount Holmboe und den Holth Peaks nahe dem nördlichen Ende der Sentinel Range des Ellsworthgebirges auf.
Der US-amerikanische Polarforscher Lincoln Ellsworth entdeckte ihn bei seinem Transantarktikflug am 23. November 1935. Das Advisory Committee on Antarctic Names benannte ihn nach Lauritz Ludvig Martin Liavåg (1892–unbekannt), Erster Maat auf dem Schiff Wyatt Earp bei Ellsworths Antarktisexpedition von 1935 bis 1936 und Teilnehmer dessen zwei vorangegangenen Antarktisexpeditionen.